# 杜比夫卡 (沃倫斯基新城區)
50°35′49″N 27°59′47″E / 50.59694°N 27.99639°E
杜比夫卡（烏克蘭語：Дубівка），是烏克蘭北部的村莊，隸屬日托米爾州的茲維亞赫爾區。該村始建於1810年，面積0.62平方公里，海拔高度225米，2001年人口18，人口密度每平方公里28.94人。